# Гу Юань
Гу Юань (кит. 古元; 5 августа 1919, Нанчжоу, провинция Гуандун — 10 августа 1996) — китайский художник, график и гравёр. Считается пионером китайской гравюры.

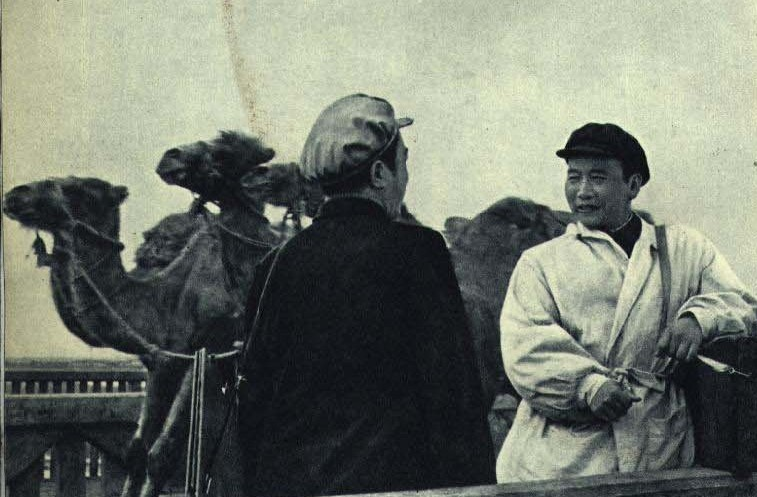

## Биография
Член Коммунистической партии Китая с 1938 г. Учился в Академии искусств им. Лу Синя в Яньане (1938—1940). Преподавал там же с 1945 г., с 1950 года — в Центральной Академии художеств в Пекине, занимал должность директора творческого офиса Пекинского народного института изящных искусств, профессора и декана.
Был заместителем председателя Ассоциации китайских художников и заместителем председателя Ассоциации китайских гравёров.
Для первых серий монохромных гравюр на дереве характерна острая лаконичная контурная линия, резко контрастирующая с белой бумагой («Прошлое и настоящее китайского крестьянина», 1942), или традиционная манера китайских вырезок («Год деревенской жизни», 1944). В европейской манере гравирования выполнил ряд экспрессивных цветных и черно-белых гравюр на дереве («Победим засуху», 1944; «Жатва», 1947: «Живой мост», 1949).